# Tatort: Mitgehangen
Mitgehangen ist ein Fernsehfilm aus der Krimireihe Tatort. Der vom WDR produzierte Beitrag wurde am 18. März 2018 im Ersten ausgestrahlt. In dieser 1052. Tatort-Folge ermitteln die Kölner Kommissare Ballauf und Schenk ihren 72. Fall.

## Handlung
Florin Baciu, der Teilhaber der Reifenhandels-Firma von Matthes Grevel, wird tot aus dem Kofferraum eines Autos geborgen, das in einem Baggersee versenkt wurde. Die Kommissare Max Ballauf und Freddy Schenk ermitteln schnell den schillernden Hintergrund des jungen Autonarren, der beste Kontakte zur „Raser-Szene“ hatte und als Verkehrsrowdy auffiel. Der Wagen, in dem Baciu gefunden wurde, gehört dem Unternehmen von Bacius früherer Arbeitgeberin Astrid Seibert. Mit Grevel hatte Baciu mehrmals heftigen Streit, er hatte ihn häufig provoziert, und auf Bacius Laptop finden sich Erotikbilder, in die der Kopf von Frau Grevel hineinmontiert wurde. Da eine Durchsuchung der Werkstatt ergibt, dass der Mord dort stattgefunden hat und sich weitere Indizien für eine Täterschaft Grevels ergeben, legt sich Ballauf schnell auf Grevel als Täter fest. Dieser wird verhaftet und kommt in U-Haft. Nachdem auch sein ursprüngliches Alibi platzt und Grevels Familie mehr und mehr unter der Situation leidet, begeht der sensible Grevel schließlich Suizid, obwohl er vorher weiterhin seine Unschuld beteuert. Währenddessen macht dessen Angestellter Otto Ziemer Frau Grevel Avancen, da sich beide schon von früher kennen. Schenk kritisiert Ballaufs Fokussierung auf Grevel und ist außer sich, als beide mit Grevels Tod konfrontiert werden. Er ermittelt weiter. Bald ist auch Ziemer verdächtig, nachdem Grevels Sohn gesehen hat, wie der Angestellte mit der Tatwaffe zu Frau Seibert gegangen ist und dort beide in Streit geraten sind. Er filmt dies und leitet das Beweisvideo seiner Mutter zu, die es dann an Schenk weiterschickt. Während der Junge Ziemer zu einem See verfolgt und dort attackiert, vernimmt Ballauf noch einmal Frau Seibert. Sie gesteht, den Mord an Baciu beauftragt zu haben, um einen Versicherungsbetrug zu decken. Ihr Auftragsmörder sei Grevel gewesen, der in finanzieller Not den Auftrag annahm. Ziemer sei hinzugekommen, als Grevel Baciu erschossen hatte, habe ihm geholfen, die Leiche zu beseitigen, und brachte Seibert später die ihr gehörende Tatwaffe zurück, wobei er von Grevels Sohn gesehen wurde.
Schenk eilt zum See und kann den jungen Grevel in letzter Sekunde davon abhalten, Ziemer zu erschießen.

## Hintergrund
Der Film wurde vom 20. Juni 2017 bis zum 20. Juli 2017 in Köln gedreht. Die Szenen um das Firmengelände der Familie Grevel wurden im Gewerbegebiet in Köln-Bilderstöckchen an der Longericher Straße aufgenommen. Ebenfalls dort wurde die Szene an der Imbissbude aufgezeichnet, in der Freddy Schenk in dieser Folge alleine eine Currywurst essen muss.
Er ist die erste Folge mit dem neuen von Roland Riebeling dargestellten Assistenten „Norbert Jütte“, Besonders Schenk steht diesem sehr skeptisch gegenüber, da dieser ihm zu behäbig arbeitet.

## Rezeption

### Kritiken
„Ein 'Tatort' mit vielen kleinen starken harten Details, der sich in die besseren Kölner Folgen einreiht. Die Erosion des Mittelstands, die kleinen Leute und der große Verrat, das waren in den letzten Jahren ja sehr ergiebige Themen für Schenk und Ballauf. Hier nun wird der Mittelstandskrimi, die vielleicht klassischste aller 'Tatort'-Spielarten, lustvoll ausgeschmückt und lakonisch in die Gegenwart gelenkt.“

„Tatsächlich gehört 'Mitgehangen' von Sebastian Ko zu den stärkeren Folgen des WDR, die Geschichte ist sauber konstruiert, alles bleibt in der Waage. […] Die Dialoge von Autor Johannes Rotter sind schnell und spröde, sie passen total zur Welt der Werkstätten, die hier dem Untergang geweiht ist, auch wenn alle trotzig weiter reparieren und flicken und machen. Fast dokumentarische Wucht hat das Stück, wenn eine Hausdurchsuchung nicht nur ein Krimiwort bleibt, sondern länger ausgespielt wird.“

### Einschaltquote
Die Erstausstrahlung von Mitgehangen am 18. März 2018 wurde in Deutschland von 10,42 Millionen Zuschauern gesehen und erreichte einen Marktanteil von 27,8 % für Das Erste.

## Trivia
Für ihre Dienstfahrten nutzen die beiden Hauptkommissare diesmal einen Opel Diplomat A aus den 1960er-Jahren.